# Macronoctua dolens
Macronoctua dolens är en fjärilsart som beskrevs av Druce 1909. Macronoctua dolens ingår i släktet Macronoctua och familjen nattflyn. Inga underarter finns listade i Catalogue of Life.